# Szenger Ede
Szenger Ede (Eduard) (Pest, 1834. szeptember 23. – Budapest, 1904. augusztus 6.) orvos, sebész.

## Élete
Apja, Josephus Senger (1809. július 29., Pest), szabómester, anyja Maria Radits eperjesi születésű volt, (†1869. április 1.). Születésekor Pesten éltek, lakásuk a Dob u. 4. szám alatt volt. Két testvére, Paulina (1836–1876) és Julianna (sz.: 1838) Sátoraljaújhelyen született (a család ekkoriban odaköltözött), Antal testvére 1847-ben pedig már Pesten született. Volt még egy Josefina nevű testvére is (1833-1881. április 26.), aki szintén a Kerepesi temetőben van eltemetve, férje Kaul Szilárd órásmester volt. A család neve Senger, ami arra enged következtetni, hogy valószínűleg német nyelvterületről telepedtek át Magyarországra – de ez nem egészen biztos –, viszont nagyszülei már Pesten kötöttek házasságot 1806. augusztus 2-án (Josephus Senger, 25 éves – Catherina Majezin, 24 éves).  

## Egyetemi évei
1852-ben iratkozott be a bécsi egyetem téli szemeszterére, az orvosi fakultására, de 1853 nyári szemeszteréről kiiratkozott. A bécsi beiratkozási anyakönyvben szerepel apja foglalkozása, és az ő kora, vallása (18 éves, vallása római katolikus). Az innen nyert adatokból lehetett a születési anyakönyvekben megtalálni a fenti helyes születési dátumát és szüleit, a levéltárban. A sírján sem pontos a születési évszám, ugyanis ott is 1833 szerepel. A halotti anyakönyvben is 70 évesként van feltüntetve, ami nem mond ellent a születési anyakönyvben megtalált 1834. évi születési évszámával, ebben nőtlenként, szülei ismeretlenként vannak feltüntetve. Halálakor az Ó utca 36. sz. alatt lakott.

## Pesti évei
A pesti Orvosegyetemen folytatta tanulmányait, és 1858. április 14-én kapta meg az orvosi diplomáját.
Itt a végzettek anyakönyvében a koraként 24 év van megjelölve, ami szintén az 1834-es születési évét erősíti meg. Nevét az egyetemi vizsgajegyzőkönyvekben hol Szengernek, hol Sengernek írták.
Egyes adatok szerint utána a Rókus kórházban dolgozott,1860-ban szüleinél lakott a Dob u 4. szám alatt ahol apja Senger József mint német szabó dolgozott. 1861-ben a Gróf Schlick huszárezred főorvosa volt, ekkor adományozott 2 korona 50 kr.-t a Széchenyi-emlékre, és a Magyar Tudományos Akadémiára 5 Ft-ot, Petőfi emlékre 2 korona 50 kr-t amit a Vasárnapi Ujság gyűjtött. Rendszeresen fejtette meg a sakkrejtvényeket ebben az újságban. Ekkoriban Jánosiban, Tordán, Sarkadon élt, ahol orvosként szolgálhatott a huszárezredben.

## Mexikói évei
1865-ben indult Saint-Nazaire-ből hajóval Mexikóba, hogy részt vegyen Miksa császár szerencsétlenül végződött mexikói vállalkozásában. A háború alatt katonakórházakat vezetett. Miksa császár elfogása és halálra ítélése után szemtanúja volt kivégzésének is. Bebalzsamozását is többed magával végezte 1867-ben, mert felkérték rá. 36 órát utazott egyfolytában, hogy odaérjen idejében, a kivégzés előtt megengedték neki, hogy beszéljen a császárral. 
A császár bukása után egy ideig Mexikóban maradt, orvosként dolgozott San Luis Potosíban. A Sociedad Medica Potosoma megalapítójának egyike volt, ezért a Guadalupei rend lovagjának is megválasztották. Végül kb. 10 éves mexikói tartózkodása után hazatért.

## Hazatérése
Hazaútja során a feljegyzései nagy része megsemmisültek, olvashatatlanná váltak egy szerencsétlen baleset miatt, ami az iratok hajóra pakolása közben történt. Itthon 1876-ban kéri felvételét a Budapesti Királyi Orvosegyesületbe, és még abban az évben tagjává is választották. Ebben az évben 32 darab mexikói ásványt, köztük 2 darab szép opált adományozott a Nemzeti Múzeumnak. Mexicói néprajzi tárgyaiból a Néprajzi múzeumnak is adományoz,(a Néprajzi múzeum online gyűjteményében 37 db mexicói tárgya található).  1877-ben kiadta könyvét Mexicó felvidéke élet- és kórtani tekintetben címmel. A könyv a kinti orvosi eseteinek, tapasztalatainak feljegyzéseit tartalmazza, és részben útleírás. Ezután itthon eleinte magánorvosként dolgozhatott Pesten mert a lakcímnyilvántartásban orvosként van feltüntetve , és házat vett a Király utcában 1884-ben.
1903 decemberében részt vesz a Kairóban rendezett első nemzetközi orvoskongresszuson is. Haláláig tagja volt a Magyar Turista Egyesületnek, amit támogatott, rendszeresen részt vett a túrákon is, járt a Máramarosi-havasokban, a Szádelői-völgyben, az Aggteleki-barlangban. Halálakor hosszabb megemlékezést írtak újságjukban róla, ebben megemlítik, hogy különc egyéniség volt.

## Végrendelete
Végrendeletét 1888. június 7-én írja meg, vagyonát jótékonysági célokra hagyja, indoklásul leírja, hogy „mivel semmi közelebbi rokonom már nincsen, nem akarom, hogy halálom bekövetkeztével zavar és kétség támadjon az iránt, hogy hagyatékommal mi történjék”. A jótékonyságra szétosztott vagyona halálakor 1904-ben több mint 273 ezer korona volt. Végül kérte, hogy hamvasszák el ha van már hamvasztókemence halálakor, és hogy a síremléke egyszerű legyen. Sírja a Kerepesi temetőben van (parcella 29/2-3-24).

## Műve
- Mexico felvidéke élet és kórtani tekintetben. Budapest, 1877.[2]